# Asociația Gutenberg
Asociația Gutenberg este o organizație non-guvernamentală fondată în Cluj-Napoca în 2009 și care organizează proiecte pentru elevi și studenți vorbitori de limba germană din România și nu numai. Asociația Gutenberg mai are filiale ale organizațiilor studențești în București și Iași, dar și în alte 15 orașe, însumând peste 300 de membri activi. Activitatea principală a organizației o reprezintă cea mai mare școală de vară pentru elevi vorbitori de limba germană din sud-estul Europei.

## Viziunea organizației
Viziunea organizației este structurată pe 3 dimensiuni de dezvoltare.

### Dimensiunea națională
Asociația își propune să sprijine tineri, elevi sau studenți vorbitori de limba germană, din România, să desfășoare cel puțin un proiect în limba germană în instituția lor de învățământ, fie ea școală sau universitate. Astfel, s-au format cele peste 15 organizații de elevi în care sunt membri elevi din peste 15 orașe, dar și cele 3 organizații studențești în Cluj-Napoca, București și Iași.

### Dimensiunea internațională
Din dorința de a da mai departe informațiile și cunoștințele acumulate, de a face schimb de bune practici, de a realiza o conectare internațională, asociația își propune să sprijine studenții din alte centre universitare în care se predă limba germană pentru a-i ajuta să construiască organizații în cadrul universităților în care se predă limba germană, la nivel de Europa.

### Dimensiunea antreprenorială
Antreprenoriatul și sprijinul financiar pentru membri și proiecte joacă un rol important în vederea îndeplinirii primelor 2 dimensiuni, drept urmare Alumni ai organizației Gutenberg au pus bazele unui sistem în care aceștia pot sprijini sau fonda un startup. Tot acest sistem se bazează pe o cultură a mentoratului și a sprijinului reciproc. Din acest sistem fac parte momentan 2 proiecte: MeinJob - singurul portal de joburi în limba germană din România și Centrul Gutenberg de limba germană - activ în Cluj-Napoca și București, care administrează și un portal de învățare a limbii germane.

## Școala de vară Gutenberg
Acest proiect s-a desfășurat prima dată în 2010, an în care a avut 23 de participanți, iar 10 ediții mai târziu acest proiect a ajuns la 205 participanți din 43 de orașe din România. Astfel, a ajuns să fie cel mai mare proiect pentru liceeni vorbitori de limba germană din sud-estul Europei. Tema școlii de vară este managementul de proiect, abilitate și know-how prin care organizatorii cred că pot sprijini tranziția României spre o țară mai bună. Pentru a avea un impact mai mare în comunitățile locale, s-a fondat Rețeaua Gutenberg   pentru organizații de elevi. Din această rețea fac parte peste 300 de voluntari din 15 orașe, care organizează cel puțin un proiect în limba germană pe an. Proiectul a câștigat locul 1 la categoria voluntariat în cadrul galei tineretului clujean din 2017 

## Alte proiecte ale asociației Gutenberg
Conform paginii de proiecte a asociației din 2009 până în prezent au fost peste 70 de proiecte dedicate elevilor sau studenților vorbitori de limba germană din România și nu numai. Cele mai relevante proiecte de menționat ar fi:

### Caravana Gutenberg
Proiect dedicat promovării studiului în limba germană în România, dar și promovării proiectelor asociației. În anul 2019, s-au vizitat peste 100 de școli în care se predă limba germană, din România. Astfel, studenții vorbitori de limba germană trec prin marile orașe ale țării să vorbească cu elevii atât despre viața de student cât și despre oportunități de implicare în comunitate și voluntariat. 

### Tabăra de iarnă Gutenberg
Acest proiect în limba germană are drept temă antreprenoriatul și își propune să aducă mai aproape elevii de informațiile și atitudinile necesare pentru a avea o afacere de succes. Astfel, se fac diverse activități interactive și simulări, care conduc la deprinderea acestor abilități.

### Zilele Culturii Germane
Zilele Culturii Germane s-au desfășurat din 2012 până în 2014 și a înglobat diverse activități culturale printre care seri de film, conferințe, lansări de carte, activități de socializare și networking, dar și altele. În cadrul acestui proiect s-a organizat și un eveniment de filme de scurt metraj numit GUK - Gutenberg Kurzfilmabend. Gutenberg Kurzfilm

### Ziarul Gutenberg
Este o publicație anuală cu cod issn ISSN 2285 – 0570 și care a avut prima apariție 2012. În ultimii ani a avut constant 40 de pagini color și a fost tipărită în 8000 de exemplare. Acest ziar este distribuit în cadrul Caravanei Gutenberg către elevi și studenți vorbitori de limba germană.

### Conferința Gutenberg
Conferința este un proiect desfășurat de către Asociația Gutenberg din București. Această activitate se desfășoară în limba germană, atât speakerii, cât și participanții, fiind vorbitori de limba germană.

## Parteneriate și relații internaționale
Asociația Gutenberg a dezvoltat diverse parteneriate în vederea desfășurării activității cu entități de stat din România precum Consiliul Județean Cluj, Primăria și Consiliul Local Cluj-Napoca, dar și cu fundații din Germania precum Fundatia culturală a șvabilor dunăreni a landului Baden-Württemberg (Donauschwäbische Kulturstiftung des Landes Baden-Württemberg) sau Casa Estului German din München (Haus des Deutschen Ostens). Proiecte au fost desfășurate și cu Cercul de tineret al Landului Bayern (Bayerisches Jugendring) sau cu Tineretul German în Europa (DJO). Asociația colaborează cu Primăria Cluj-Napoca în vederea dezvoltării și consolidării relațiilor cu orașul înfrățit Köln, în domeniul tineretului.